# شمنیتسر لاند
شمنیتسر لاند (به آلمانی: Landkreis Chemnitzer Land) یک ناحیه در آلمان است که در زاکسن واقع شده‌است. شمنیتسر لاند ۱۳۹٬۸۰۰ نفر جمعیت دارد.